# P.O.P
P.O.P (em coreano: 피오피; abreviação de Puzzle of Pop) é um grupo feminino sul-coreano formado pela DWM Entertainment, associado com a RBW Entertainment em julho de 2017. Ele é formado por cinco integrantes, sendo elas: Ahyoung, Miso, Seol, Haeri e Yeonjoo. Sua estreia ocorreu com o lançamento do extended play Puzzle Of POP, tendo como faixa-título "Catch You".

## História

### Pré-estreia: Primeirogirl groupda DWM Entertainment
Em 04 de janeiro de 2017, a agência DWM Entertainment, uma nova empresa, anunciou o início de seu primeiro girl group, 'P.O.P (Puzzle Of POP)', rapidamente apelidadas de "as irmãs menores de Mamamoo", embora a agência tenha dito que 'P.O.P' terá um conceito mais "suave".
Em 26 de maio de 2017, a DWM Entertainment pediu aos fãs de P.O.P para votarem numa enquete para ser revelada oficialmente a primeira integrante do grupo, tendo uma foto e um teaser individual para o dia 2 de junho. Nesse mesmo dia, o grupo participou do evento Idolcon para promover seu debut. Em 20 de maio, a agência anunciou sua primeira integrante, Haeri, a irmã mais nova de Yujin, ex-integrante da Brave Girls.
De 2 a 4 de junho, a agência publica fotos individuais e teasers das integrantes, sem anunciar seus nomes. Enquanto isso, o grupo lançou covers das canções "Call Me Maybe" de Carly Rae Jepsen, "Royals" da cantora neozelandesa Lorde e "Spring Day" do boy group sul-coreano BTS.
Em 8 de junho, a DWM Entertainment publicou a primeira foto oficial de 'P.O.P', com os nomes de cada integrante. Em 10 de junho, os nomes completos de cada uma delas. Em 30 de junho, a agência lança vídeos individuais de cada menina, parodiando o programa Produce 1O1, intitulado de Produce P.O.P.
Em 10 de julho, a agência anuncia a data oficial do debut de 'P.O.P', que ocorrerá dia 26 de julho.
No dia 19 de julho, a DWM Entertainment publica o primeiro teaser do primeiro videoclipe do grupo, a tracklist e a pré-visualização do primeiro mini-álbum, Puzzle Of POP.

### Debutcom "Catch You" e afastamento e saída de Yeonha
Em 26 de julho de 2017, 'P.O.P' lançou seu primeiro videoclipe, "Catch You (애타게 Get하게)", juntamente com o extended play Puzzle Of POP, com sete faixas. O grupo foi acusado de plágio, pelo fato da canção ser semelhante a "Fingertip" do grupo feminino sul-coreano GFriend.
Alguns dias após a estréia do grupo, em 1 de agosto, a DWM Entertainment anunciou que Yeonha teve de fazer uma longa pausa nas atividades de 'P.O.P', devido a uma doença rara de longo período.
Em 24 de outubro, foi revelado pelos funcionários da Saúde do Ministério que Yeonha havia rescindido seu contrato com a DWM Entertainment devido à sua saúde. O grupo estava se preparando para o retorno delas depois de encerrar suas atividades de estréia. O grupo continuará como um grupo de cinco integrantes

## Integrantes
- Ahyoung (em coreano:  아형), nascida Lee Ahyoung (em coreano:  이아형 ) em 27 de agosto de 1996 (28 anos) em Pohang, Coreia do Sul.[31][32]
- Miso (em coreano:  미소), nascida Park Jihyun (em coreano:  박지현) em 16 de setembro de 1996 (28 anos) em Busan, Coreia do Sul.[21][33]
- Seol (em coreano:  설), nascida Min Jihye (em coreano:  민지혜) em 1 de janeiro de 1997 (28 anos) em Gunsan, Coreia do Sul.[34]
- Haeri (em coreano:  해리), nascida Jung Haeri (em coreano:  정해리) em 14 de janeiro de 1997 (28 anos) em Seoul, Coreia do Sul.[35]
- Yeonjoo (em coreano:  연주), nascida Jung Yeonjoo (em coreano:  정연주) em 26 de junho de 1997 (28 anos) em Gyeonggi, Coreia do Sul.[36]

### Ex-integrantes
- Yeonha (em coreano:  연하), nascida Ahn Yeonji (em coreano:  안연지) em 19 de maio de 2000 (25 anos) em Cheongju, Chungcheong do Norte, Coreia do Sul.[37]

## Discografia

### Extended plays
| Título        | Informações do álbum | Melhores posições nas paradas | Melhores posições nas paradas | Vendas     |
| Título        | Informações do álbum | KOR                           | US World                      | Vendas     |
| ------------- | --- | ----------------------------- | ----------------------------- | ---------- |
| Puzzle Of POP | - Lançamento: 26 de Julho de 2017 - Gravadora: DWM Entertainment, RBW Entertainment - Formatos: CD, download digital Lista de Faixas 1. Start 161516 2. Catch You (애타게 Get하게) 3. Secret Diary (비밀일기) 4. Walk One Step At A Time (한 걸음씩 걷기) 5. Yip Pee 6. Memory 7. Catch You (애타게 Get하게) (Inst.) | A anunciar                    | A anunciar                    | A anunciar |

## Vídeos musicais
| Ano  | Título                     | Direção                             | Álbum         |
| ---- | -------------------------- | ----------------------------------- | ------------- |
| 2017 | Catch You (애타게 Get하게) | DWM Entertainment RBW Entertainment | Puzzle Of POP |